# Rot un Wiss
Rot un Wiss (alsacià Roig i blanc) és el nom que rep la bandera d'Alsàcia, basada en la que fou la bandera oficial d'Alsàcia-Lorena segons la seva constitució de 1911. El blanc significa la pau i el vermell la força.

## Història
L'associació del roig i el blanc es remunta a l'edat mitjana. Des del segle ix, l'exèrcit del primer duc de Lorena, Gerard d'Alsàcia (1024-1070) brandava una bandera amb aquests colors; el seu origen, però, és específicament germànic, ja que es troben presents als pavellons de navegació del Rin superior i als escuts d'Estrasburg, Mülhausen, Guebwiller, Sélestat, Munster, Wissembourg i a les possessions dels Habsburg a l'Alta Àustria, com Friburg de Brisgòvia, així com a les de la Confederació Helvètica i Württemberg.

La bandera alsaciana

A partir del 1262 es troben associats als escuts del landgrave de Werd (Nordgau). El blasó roig i blanc del bisbe d'Estrasburg, Walther de Geroldseck, esdevindrà també el de la ciutat quan s'alliberà de la tutela eclesiàstica (Vila Lliure d'Estrasburg o Freie Reichstadt), i aquesta bandera serà usada pels burgesos de la vila per a jurar fidelitat a la Schwïrtag (constitució) de la vila davant la catedral de la ciutat, cerimònia que perdurà fins a la Revolució Francesa. També era usada per a indicar la direcció dels incendis que es declaraven a la ciutat, i en els segles XV i XVI fou usada en les sublevacions dels camperols de la Bundschuh.

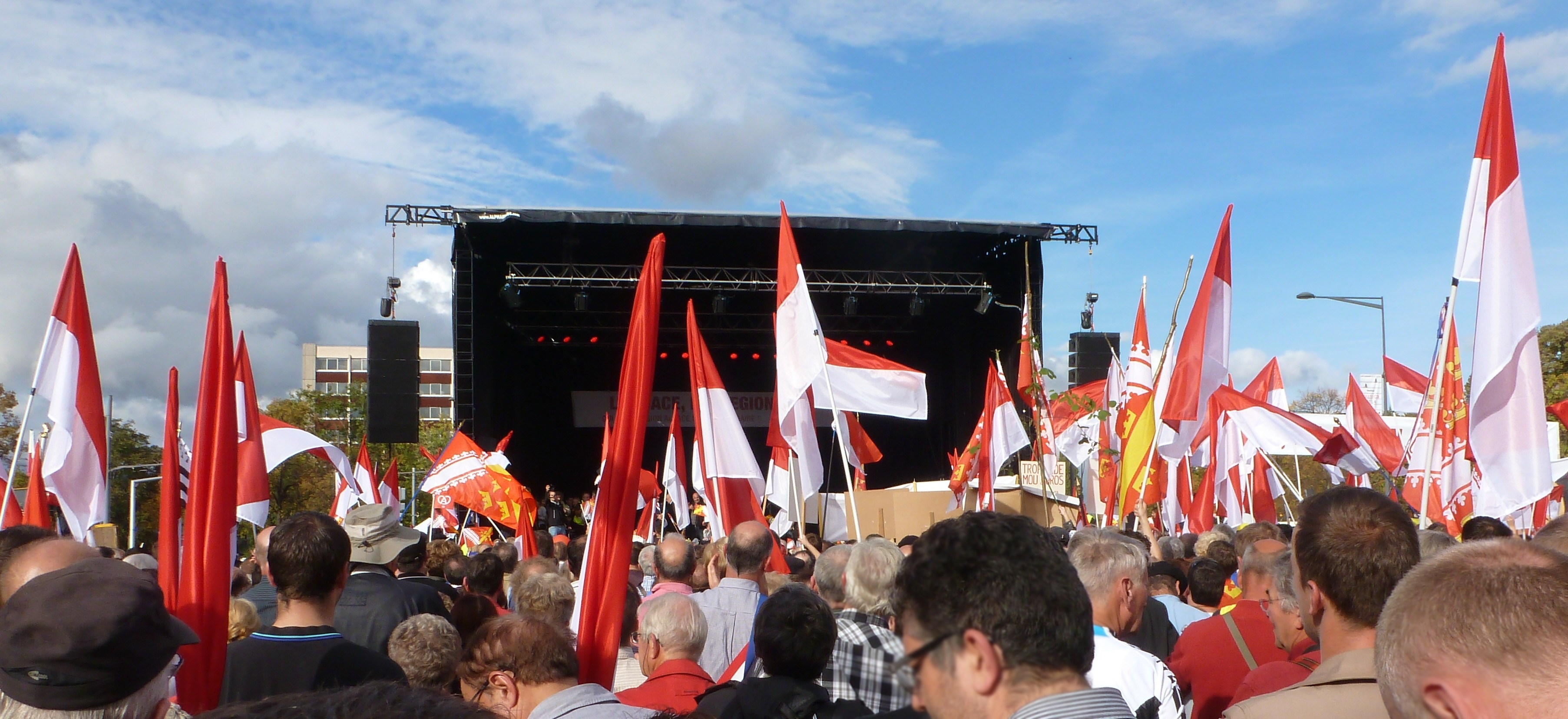
Banderes d'Alsàcia

Més tard, aparegué en alguns dissenys de Hansi, com els que es recolliren durant la visita de Carles X de França a la Baixa Alsàcia el 1828. El 1870, els alsacians, per tal de diferenciar-se dels ocupants alemanys, usaren sovint aquests colors, no reconeguts, durant el Reichland, sobretot durant la contestació regional. La bandera blanca i vermella esdevingué símbol de les llibertats i de l'autonomisme, mitificada pels germans Mathis, Stoskopf o René Schickéle.

La bandera d'Alsàcia-Lorena

Els autonomistes francòfils adoptaren la Rot un Wis, i sovint els colors eren utilitzats per a fer banderes de flors. La seva oficialització es va discutir en el Landtag per les diverses fraccions polítiques el 1912 i 1913. Aquests colors foren adoptats per la Constitució de 1911. Aleshores Albert Unlhorn, notari de Sarre-Union, publicà un estudi fonamentant les tradicions heràldiques i adoptant per a la bandera els colors blanc i vermell (per la Baixa Alsàcia) i el groc (per l'Alta Alsàcia) i el vermell per la Lorena. El 26 de gener de 1912 es van fer les propostes, i a la bandera bicolor s'hi va afegir una creu de Lorena en groc a la banda esquerra. El govern local, però, no l'acceptà. El 27 de maig de 1913, el diputat Hauss, irritat pel retard, demanà una explicació, i li contestaren sobre problemes heràldics. La resposta definitiva de Berlín no arribà mai, ja que esclatà la Primera Guerra Mundial i tant la constitució de 1911 com el consens al voltant d'un estat amb la seva bandera fou abandonat.
Però la bandera, exaltada per l'himne Elsässisches Fahnenlied, esdevingué un símbol nacional. Quan els francesos conqueriren l'Alta Alsàcia el 1916, els membres del Nationalrat encarregat de mantenir l'ordre la utilitzaren com a símbol. També tou adoptada pels creadors de l'Exekutivkomitee der Republik Elsass-Lothringen l'abril de 1919.
Les noves autoritats franceses no l'oficialitzaren, ja que per a ells l'única bandera francesa era la tricolor. Tot i això, el 1922 tornà a aparèixer en els mítings comunistes d'Estrasburg, i fou defensada per Charles Hueber, futur alcalde d'Estrasburg. Michel Walter, representant de la Unió Popular Republicana i de la Lliga Catòlica d'Alsàcia, va posar una corona roja i blanca al peu de l'estàtua de Kleber el juliol de 1924, en manifestacions contra les lleis laiques. I durant el Komplotprozess de 1928, els acusats la brandaren com a símbol de protesta.
El 19 d'octubre de 1928 Paul Schall, en una reunió del Komitee der Elsässischen Eiheitsfront, afirmà que la construcció de la nova Europa no fóra possible mentre no fossin amos de casa seva i la bandera roja i blanca no brandi arran del país. També fou adoptada per la Jungvolkspartei fundada per Rossé, Stürmel i l'abat Zemb el 1931. El 24 d'octubre de 1933 els catòlics decoraren les tribunes dels mítings de protestes contr la política anticlerical amb banderes roges i blanques amb la creu de Lorena. Novament fou brandada en les manifestacions obreres de 1936. I durant l'Alliberament, els alsacians oferiren flors blanques i vermelles als soldats.
El 1968 aparegué novament a la torre de la catedral d'Estrasburg, i el 1976, durant la presidència de Valéry Giscard d'Estaing, en la inauguració del túnel de Sainte-Marie-aux-Mines, als cims del massís dels Vosgues, a l'entrada a Alsàcia. Des d'aleshores, és usada regularment a les manifestacions populars.
El 3 de desembre de 2007, la comissió permanent del Consell Regional d'Alsàcia proposà l'ús d'aquesta bandera com a blasó històric representatiu (igual que a Còrsega o Bretanya) per a les matrícules dels vehicles. Aquesta bandera és semblant a la d'Indonèsia i a la de Mònaco. Però és més antiga, ja que fou dissenyada el 1872, mentre que la de Mònaco ho fou el 1881 i Indonèsia el 1949.

## Galeria

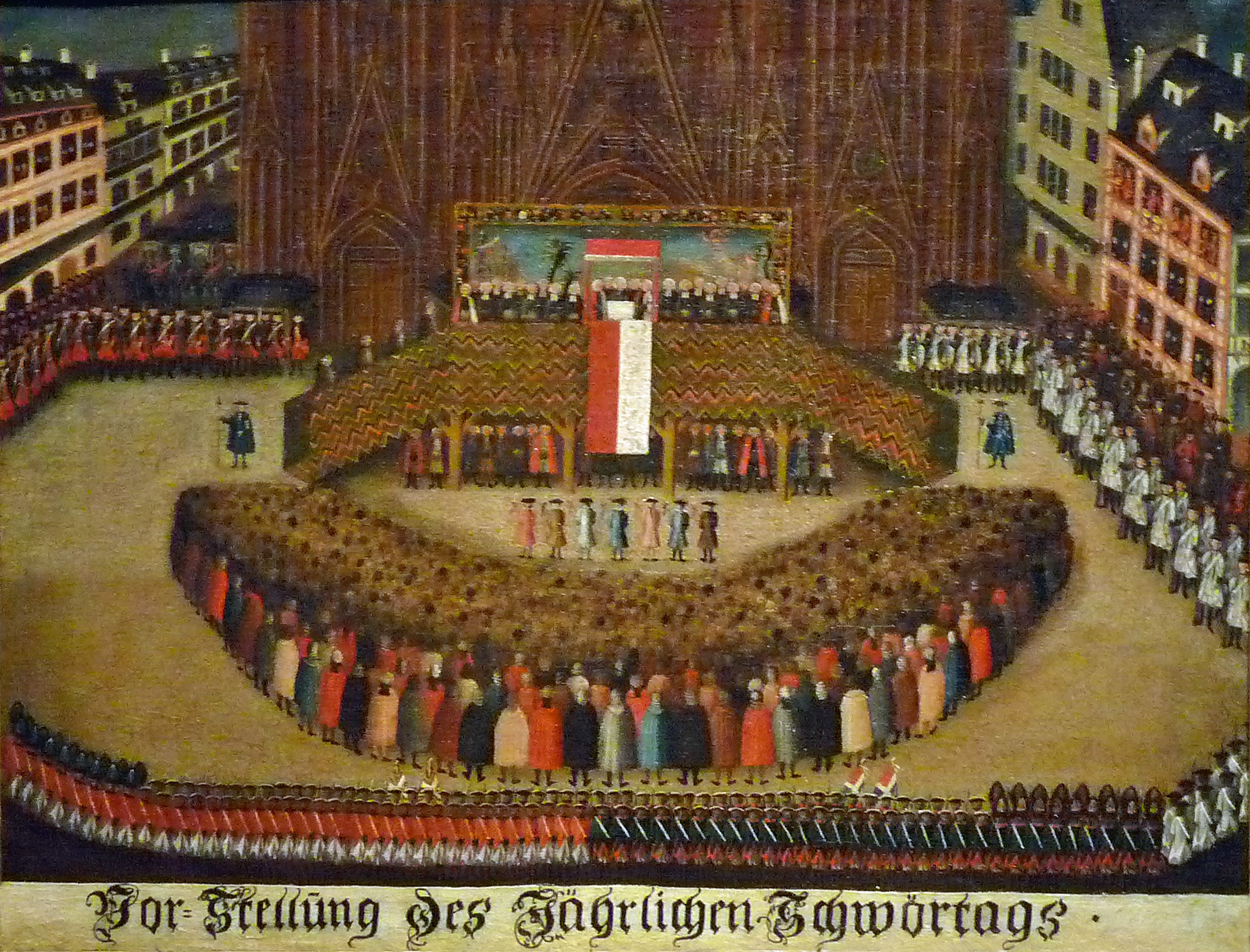
Taula que representa el Schwoertag vers 1785
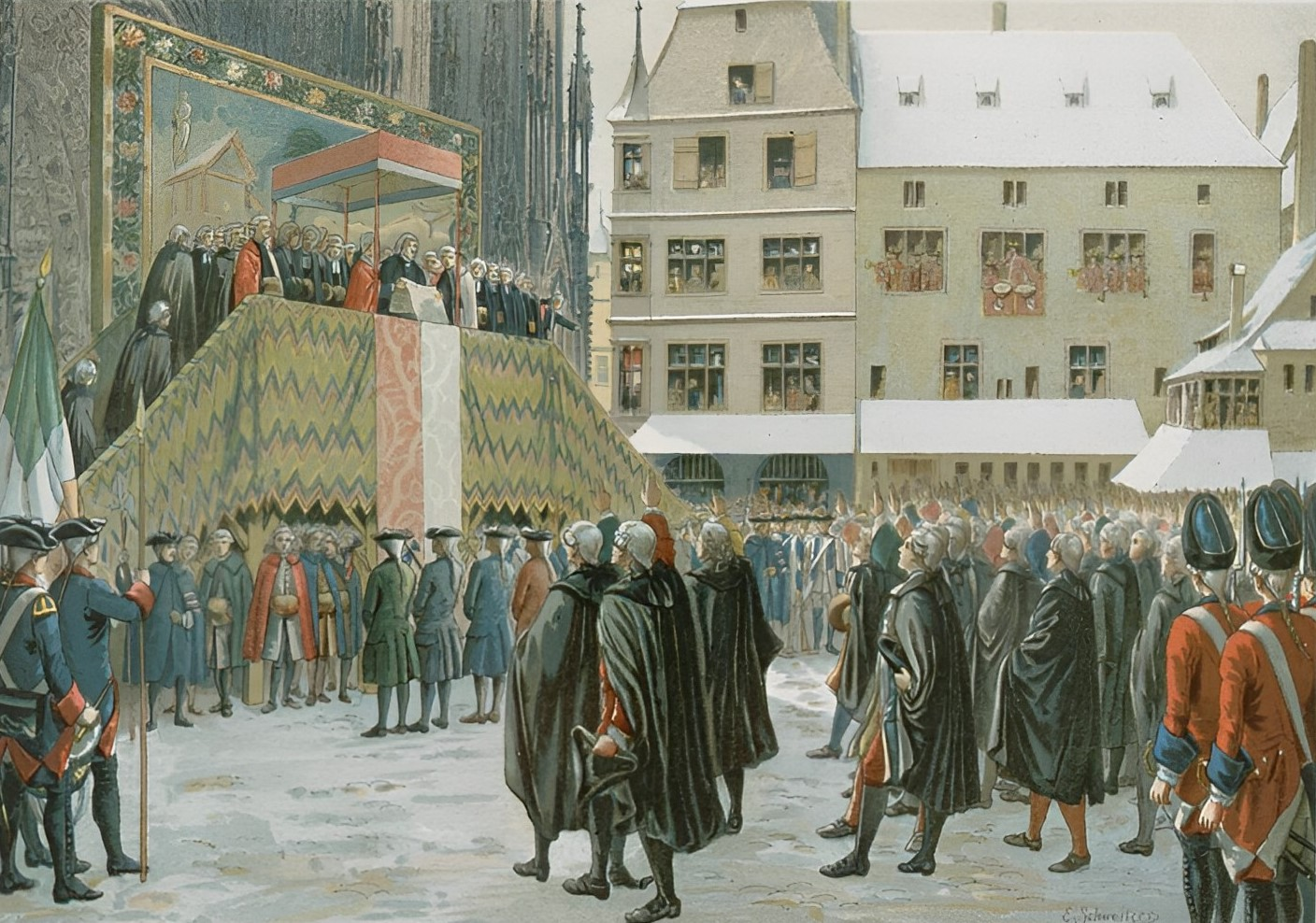
Dibuix d'Émile Schweitzer representant el Schwoertag (serment) d'Estrasburg
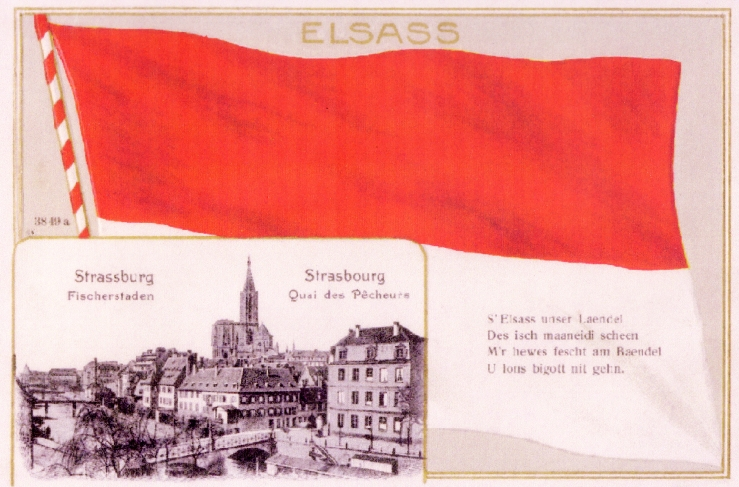
Carta postal bilingüe de principis del s. XX
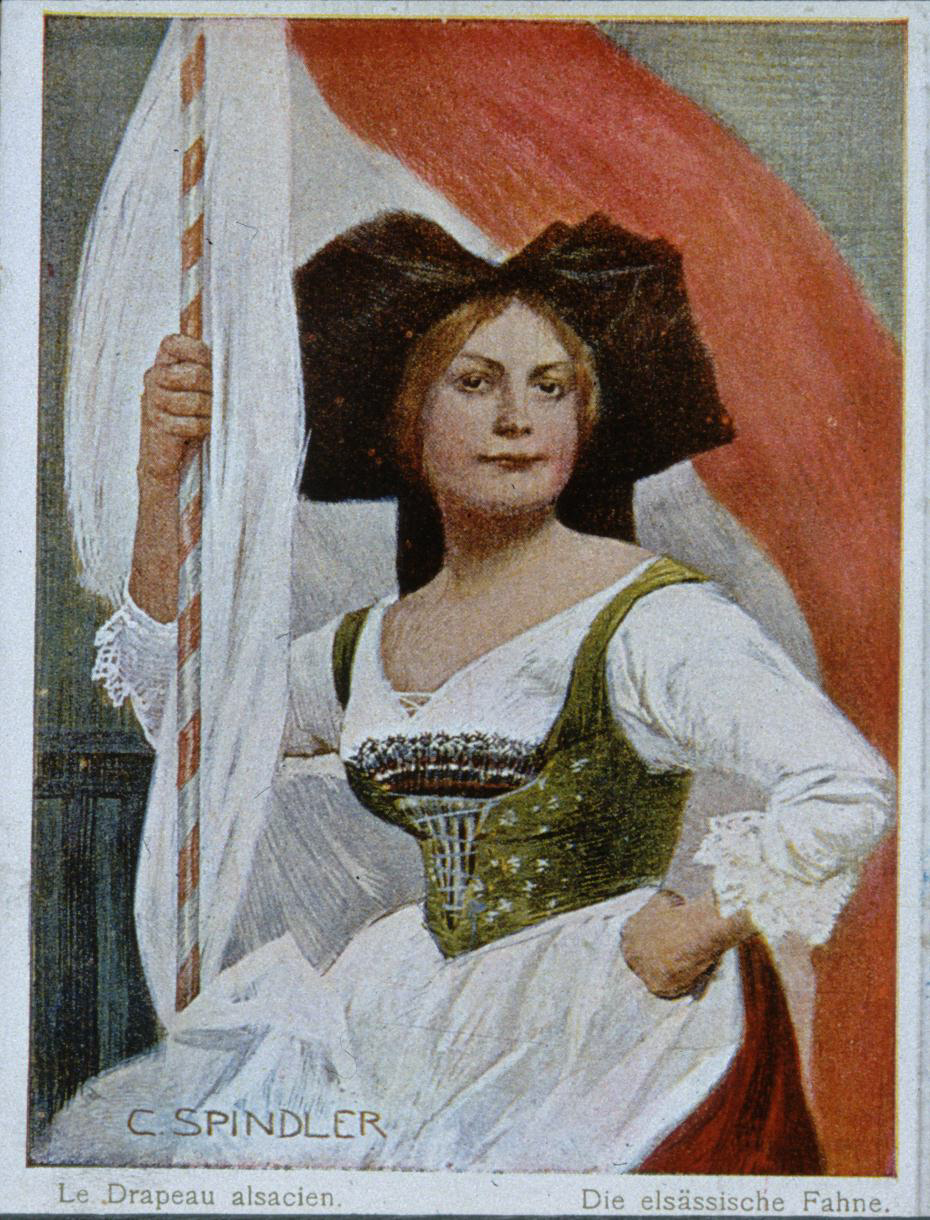
Dibuix de Charles Spindler
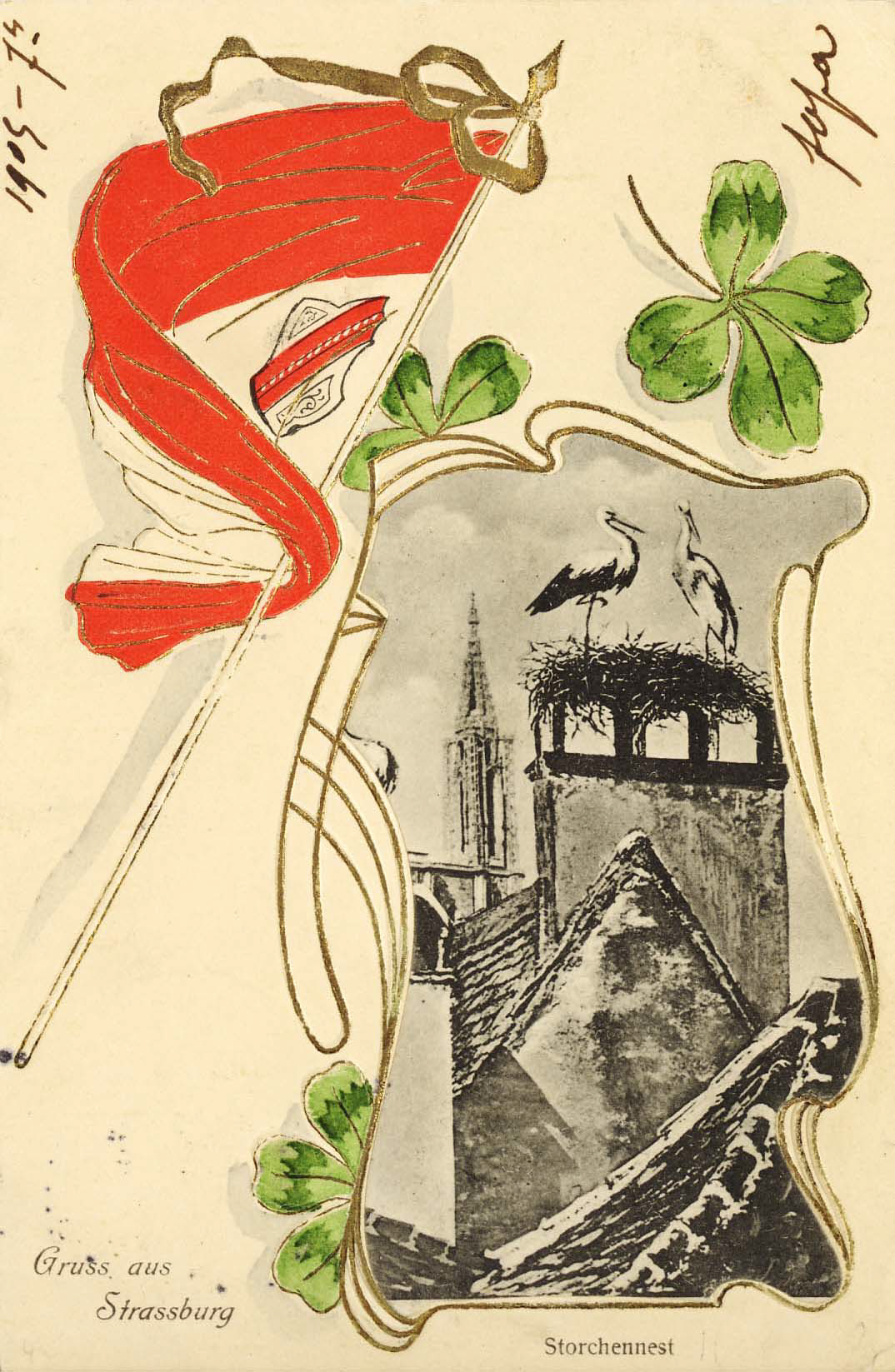
Cart postal d'Estrasburg
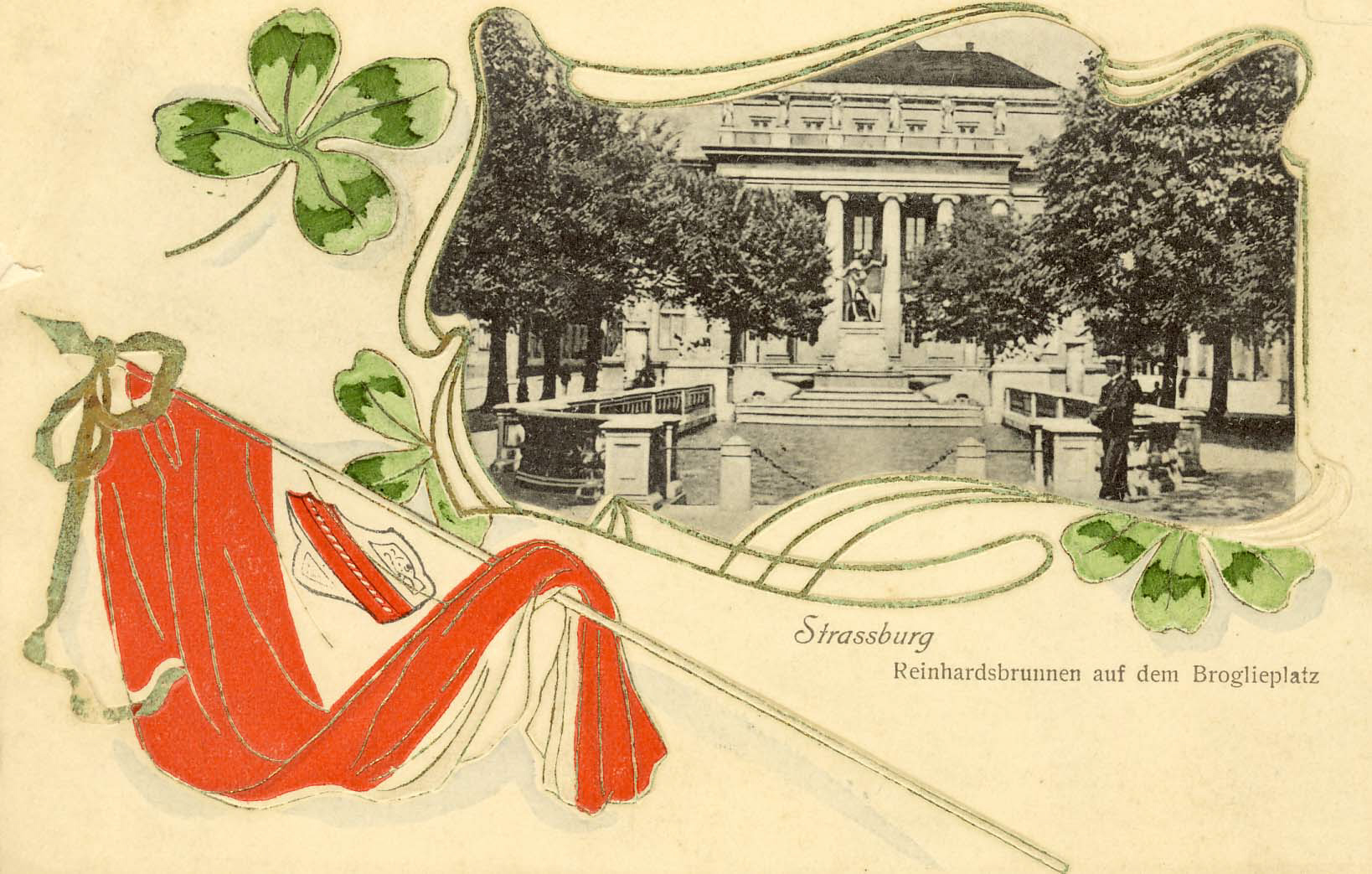
Carta postal de la Reinhardsbrunnen
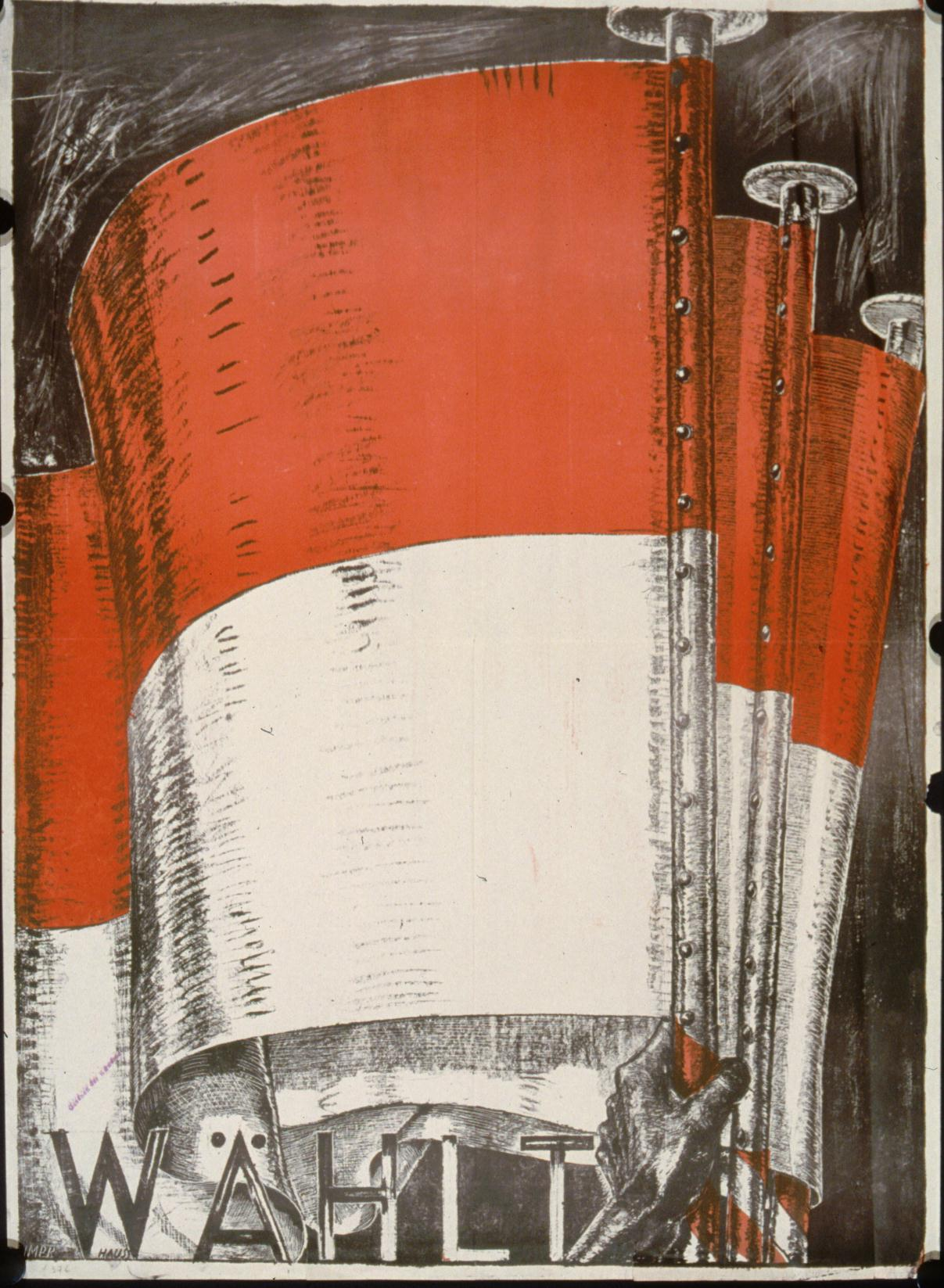
Cartell polític
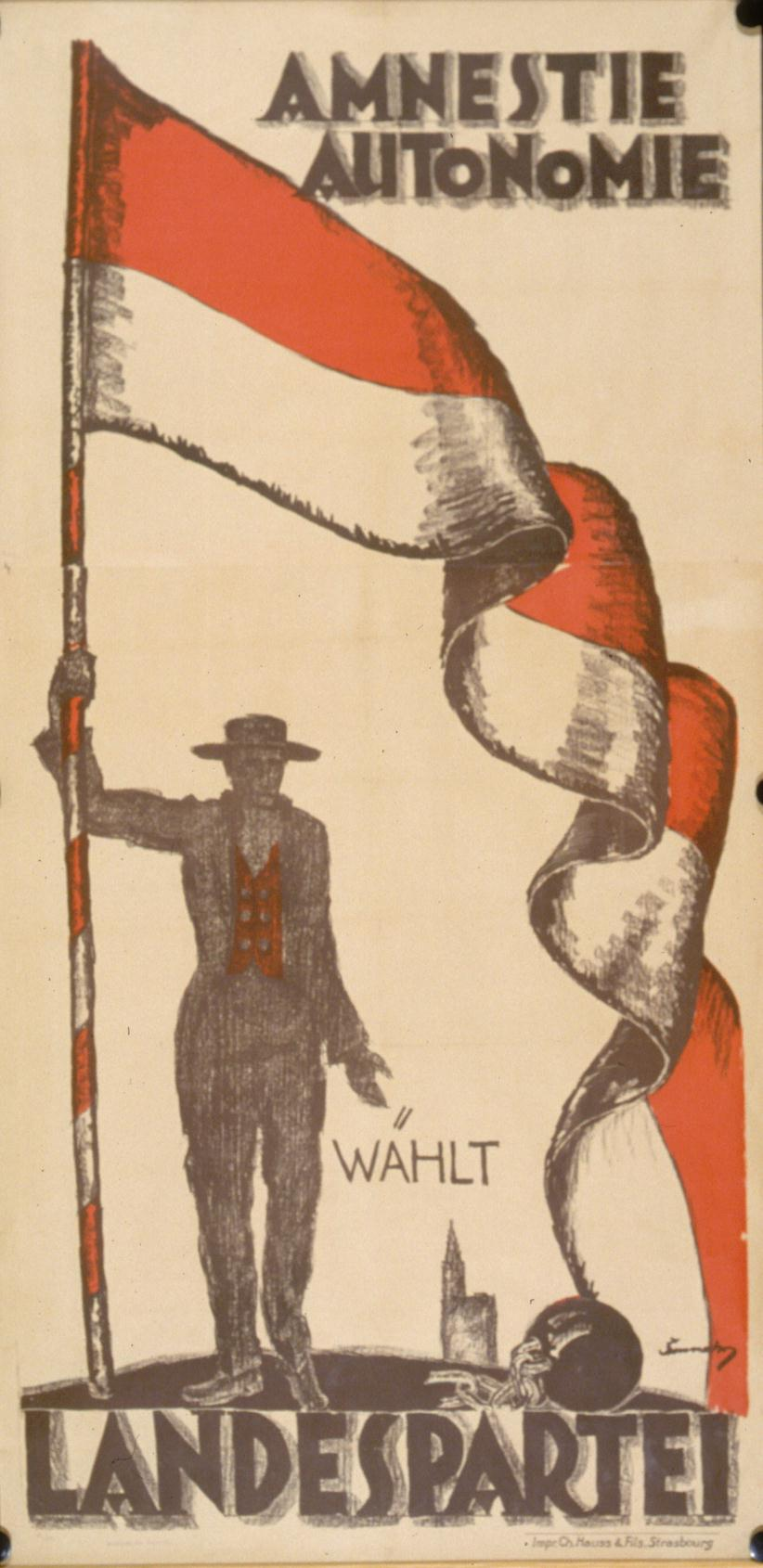
Affiche politique
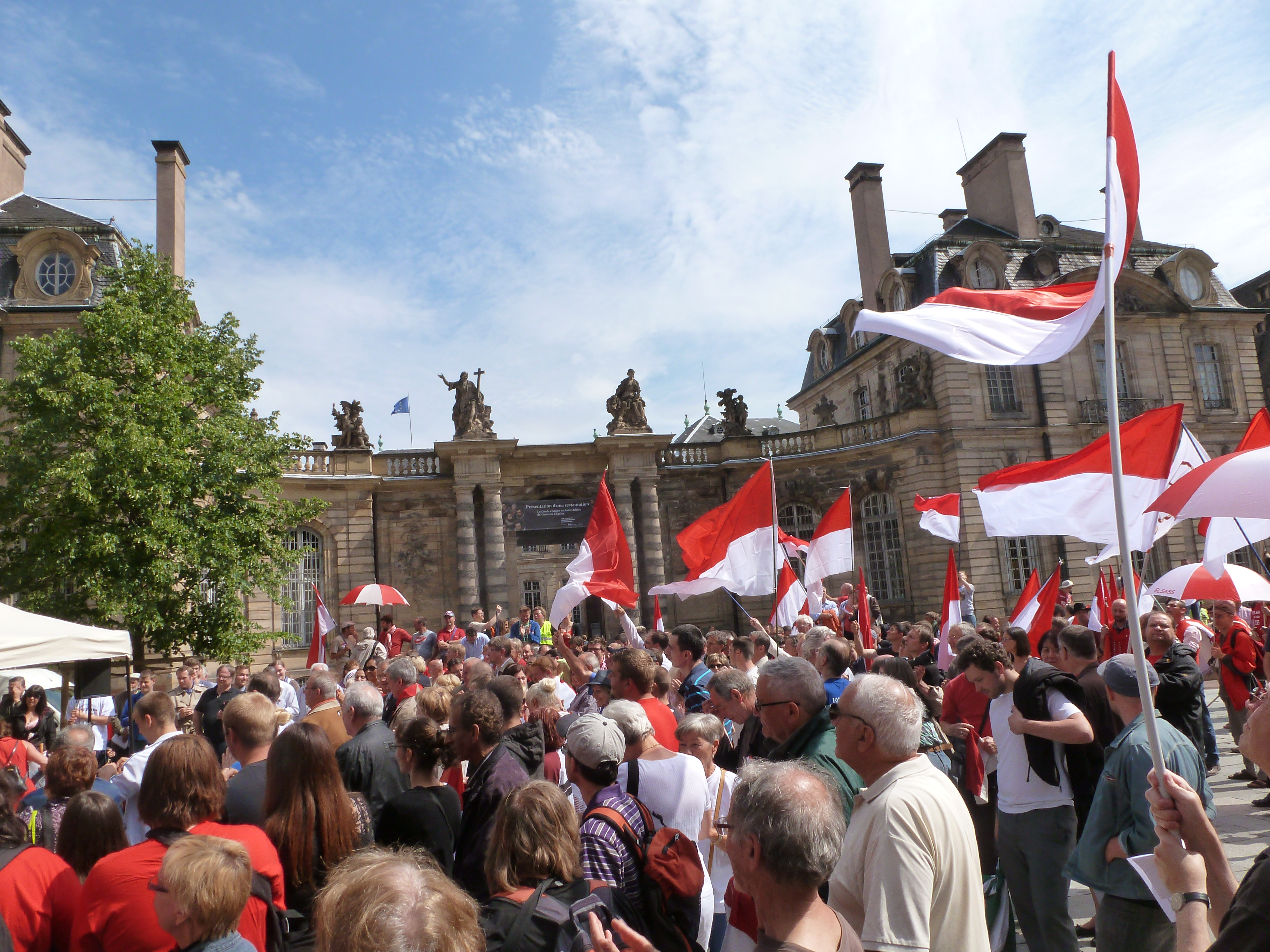
Manifestació contra la reforma territorial de juny 2014
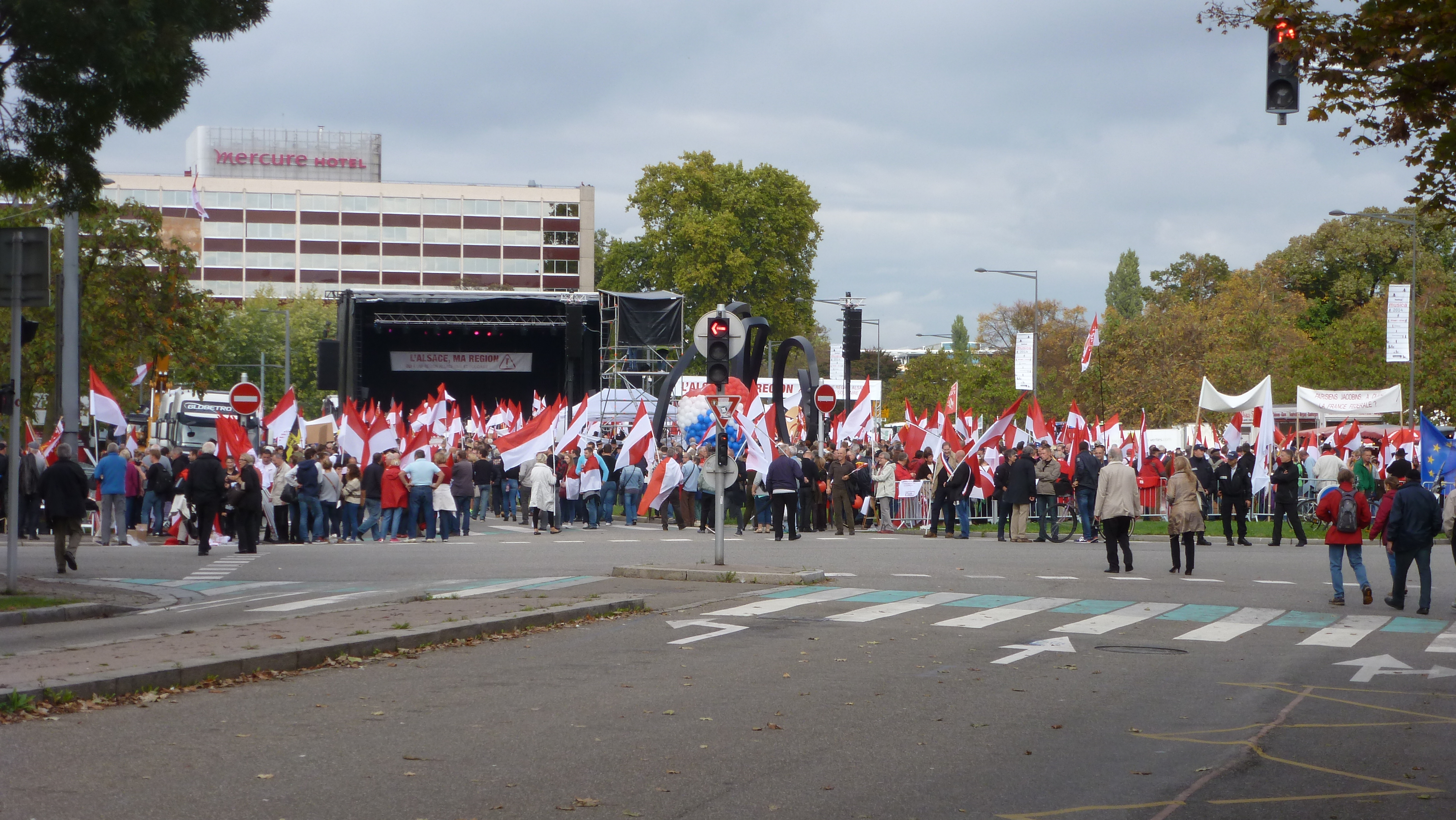
Manifestació contra la reforma territorial d'octubre 2014